# Autódromo Enrique Mosconi
El Autódromo Gral. Enrique Mosconi fue un circuito de automovilismo ubicado en la ciudad de Allen, Río Negro, Argentina diseñado por el piloto local Domingo López Oribe. Fue inaugurado el 3 de mayo de 1970, en una competencia del Sport Prototipo. Recién fue pavimentado seis años más tarde. Allí corrieron la Fórmula 1 Mecánica Argentina (1973 y 1974), el Club Argentino de Pilotos (1973 y 1974), el Turismo Nacional (1977 a 1994), el TC 2000 (1988, 1990, 1991) y el Turismo Carretera (1970 y 1992).

## Administración
El autódromo es propiedad del Allen Automoto Club y reúne características naturales de seguridad ya que tiene más de cuarenta metros hasta el alambrado perimetral, contando 12 metros en rectas y 15 metros en curvas. Es reconocido por el mundo automovilístico por poseer los aditamentos deportivos típicos del automovilismo: tramos de velocidad, trabados, sector de mixto, zona de tobogán y subida y bajada.

## Obras
Más tarde, se impulsó una serie de obras que permitieron la práctica de otros deportes como el atletismo, bochas, karting, motociclismo, patín, tiro al platillo, golf y fútbol. También se logró completar la actividad deportiva con 3 confiterías, un anfiteatro, parques y caminos de acceso.
Se cerro en el año 2001. 